# 永興 (朱文非)
永興（えいこう）は、清代に後明政権を樹立して自立した朱文非（朱六非にも作る）が建てたとされる私年号。1706年。
李崇智は謝国楨『南明史略』付録「大事年表」に「雲南の李天極、朱六非が1707年（丁亥年）に元興元年を称した」とあるのを引いた上で、1706年文興3年を称した魏枝葉の顛末と類似している点を根拠に、この元号の存在を否定している。

## 西暦・干支との対照表
| 永興 | 元年     |
| 西暦 | 1706年   |
| 干支 | 丙戌     |
| 清   | 康熙45年 |